# Ujarrás
Ujarrás es un poblado y sitio histórico de Costa Rica, localizado en el distrito de Paraíso, del cantón homónimo de Paraíso, de la provincia de Cartago.
Las ruinas de su iglesia colonial están ubicadas a 1 kilómetro de la orilla noroeste del Lago de Cachí. Esta antigua construcción de "calicanto" (mampostería de cal y piedra) es todo lo que queda de la primera iglesia de calicanto construida en Costa Rica durante el siglo XVII, aproximadamente entre 1686 y 1693. Es de gran interés para el turismo. 
Este templo se convirtió desde sus orígenes en un importante centro de peregrinaciones.

## Historia

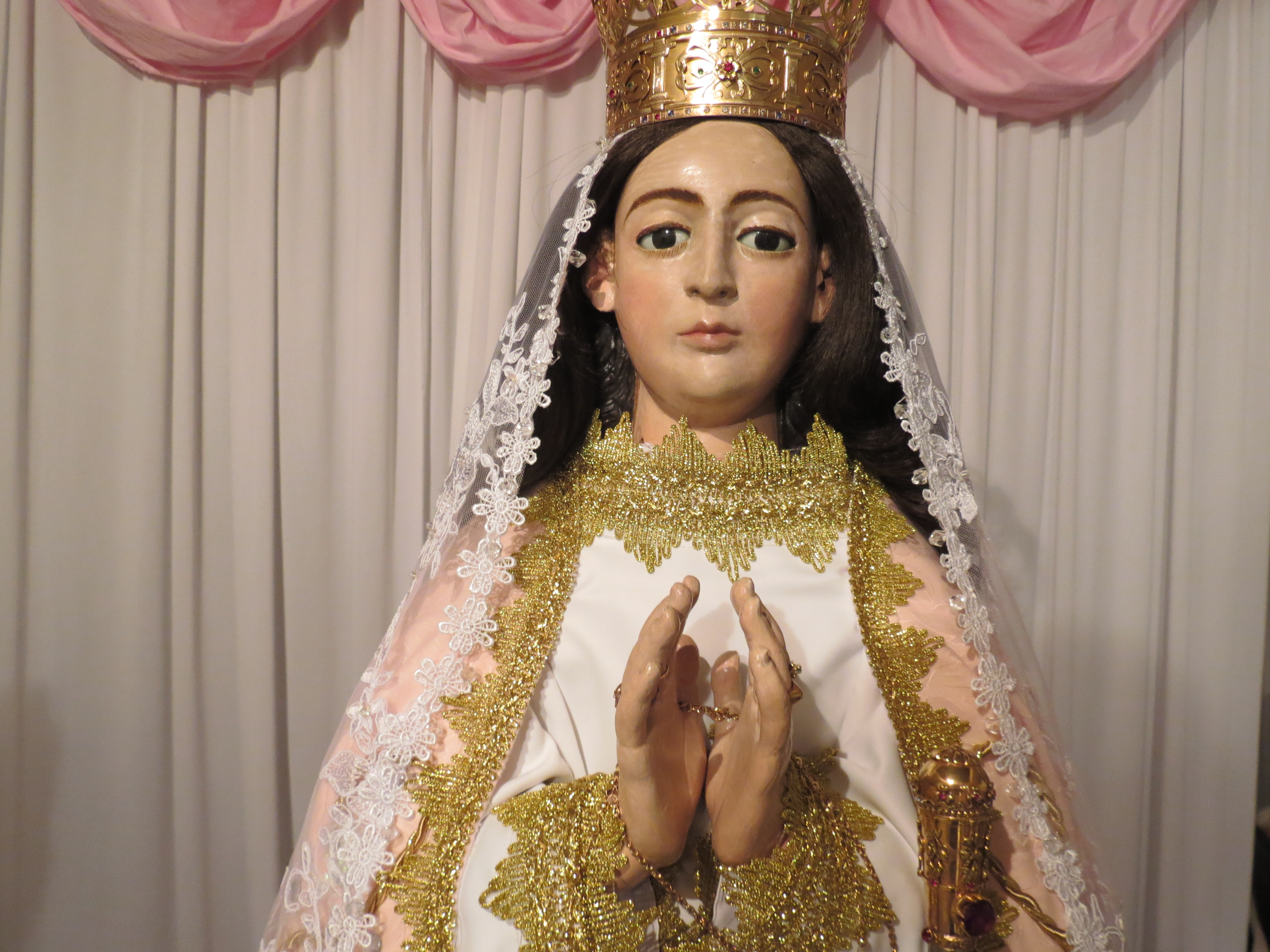
Imagen de Nuestra Señora de la Limpia Concepción del Rescate de Ujarrás.

En tiempos prehispánicos  fue lugar de cierta importancia, donde existía un asentamiento de los indígenas huetares. Su nombre es una castellanización del nombre del rey huetar Uxarrací. A principios de 1563 reinaba en Ujarrás un monarca llamado Tuxustí, que junto con otros reyes indígenas visitó el 1 de enero de ese año al Alcalde Mayor Juan Vázquez de Coronado en la ciudad de Garcimuñoz. 
Para mediados de 1564, sin embargo, el pueblo de Ujarrás, junto los de Atirro, Corrosí y Turrialba, se había rebelado contra la autoridad española. El español Agustín de Hinojosa efectuó una correría a Ujarrás, y el propio Vázquez de Coronado fue al lugar para tratar de pacificar a los indígenas. Sin embargo, no tardaron en producirse nuevos roces y a fines de febrero de 1568 otro rey de Ujarrás, Turichiquí, encabezó una gran sublevación contra el alcalde mayor Pedro Venegas de los Ríos, en la que participaron los indígenas del Guarco, Turrialba, Ujarrás, Corrosí y Atirro.
Alrededor de 1575, posiblemente durante la gobernación de Alonso Anguciana de Gamboa, se estableció en Ujarrás una reducción indígena, a cargo de un cura doctrinero franciscano. El pueblo adquirió celebridad por la presencia en su iglesia de una imagen de la Inmaculada Concepción, al parecer obsequiada por Felipe II, que se conoció desde 1666 con el nombre de la Virgen del Rescate, por atribuirse a su intercesión la inexplicable retirada de una invasión pirata encabezada por Eduard Mansvelt y Henry Morgan. En su honor se levantó en Ujarrás, entre 1686 y 1693, un templo de calicanto, cuyas ruinas aún existen y constituyen un sitio de interés para el turismo. Este templo se convirtió desde sus orígenes en un importante centro de peregrinaciones.  

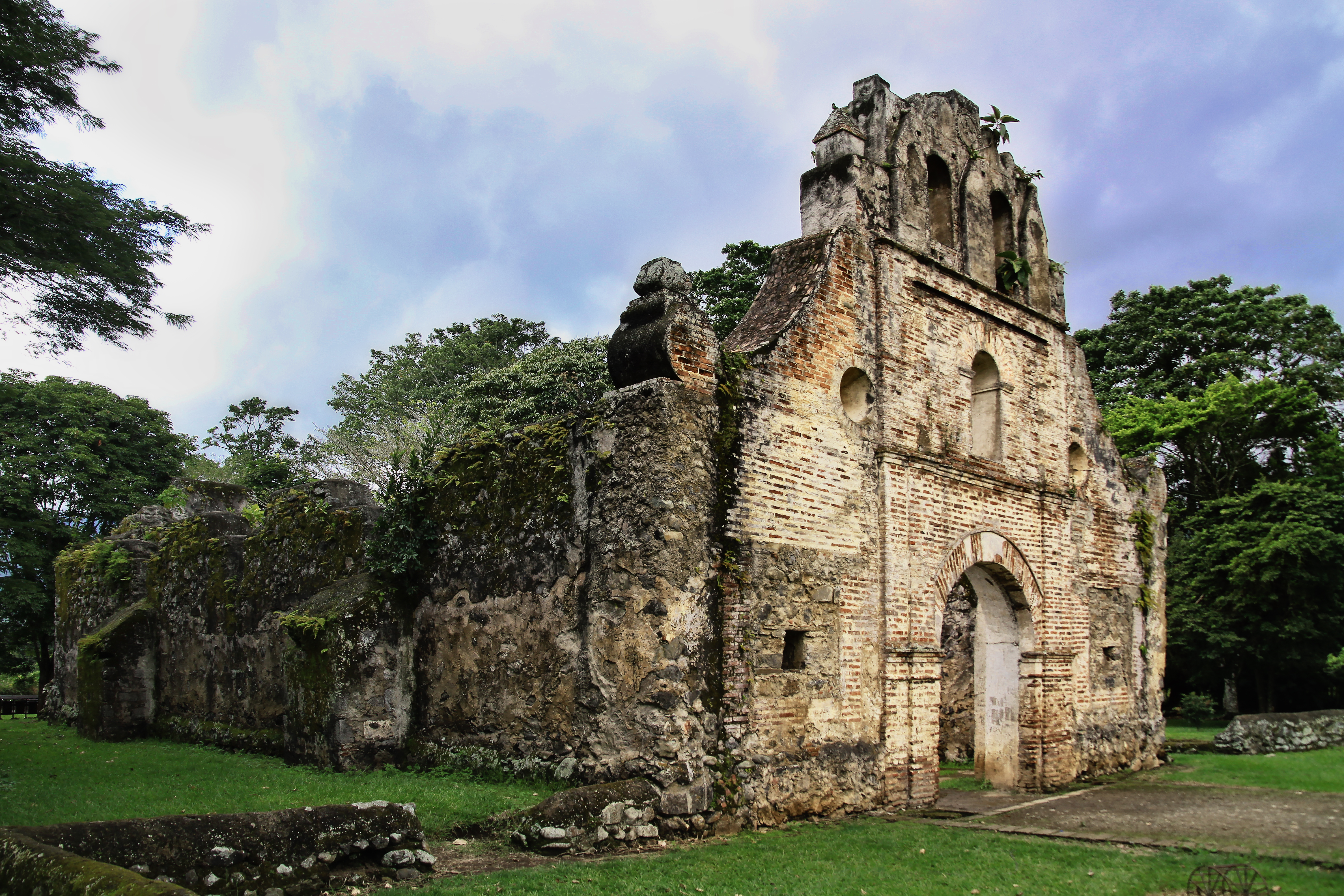
Ruinas de Ujarrás en 2009, previo a su restauración y refuerzo antisísmico ejecutado en 2010.

La población indígena de Ujarrás se extinguió a principios del siglo XVIII, por lo que la reducción se convirtió en un pueblo de mestizos. En ella nació el célebre presbítero Florencio del Castillo, quien fue presidente de las Cortes de Cádiz. Gracias a sus gestiones, Ujarrás fue erigido en villa en 1813.
Debido a varias epidemias de fiebres, la villa de Ujarrás fue abandonada entre 1832 y 1833, y sus vecinos se trasladaron al territorio conocido como Llanos de Santa Lucía, hoy Paraíso. De Ujarrás no queda hoy más vestigio que las ruinas del templo de la Virgen del Rescate, donde se sigue celebrando en abril de cada año una romería y una fiesta en honor de la venerada imagen.
Estudios recientes del presbítero e historiador Manuel Benavides sugieren que el traslado se debió a motivos políticos.
En Costa Rica se constituyó una marca comercial de jaleas y otros productos bajo el nombre de Ujarrás.